# 山本忠司
山本 忠司（やまもと ただし、1923年11月25日 – 1998年7月28日）は、日本の運動選手そして建築家。1952年の夏季オリンピックで男子三段跳びに出場。公務員（香川県庁職員）として香川県庁舎の建設に携わり、後に建築家として香川県の現代建築文化の基礎を築いた。
山本は香川県建築課を率いて地元香川に根づく建築の姿を模索。日本を代表する建築家の丹下健三、芸術家では猪熊弦一郎、イサム・ノグチ、流政之、インテリアデザイナーのジョージ・ナカシマらと協働したほか、大江宏、芦原義信、大高正人、浅田孝ら著名な建築家とも交流し、香川県の公共建築の水準の向上にも努めたことが知られる。一方で自己研鑽にも努め、建築家としての才能を発揮していった。
また、浦辺鎮太郎や松村正恒、神代雄一郎らとの親交を深め、1979年には共同で瀬戸内海建築憲章を発表した。
山本は早い段階から瀬戸内地方固有の伝統や風土に関心を寄せつつ、戦後モダニズム建築の新たな潮流を吸収することで、独特の建築のあり方を問い続けていた。山本の建築は、風土や地域をキーワードに語られることが多く、建築を通して場所や環境をデザインし、地域固有の伝統の形象を解釈して新たに再生させる、といった営みを重ねてきたとされる。

## 人物と経歴、作品、賞歴
香川県大川郡志度町（現・さぬき市志度）生まれ。太平洋戦争下の1943年に京都高等工芸学校（現・京都工芸繊維大学）図案科に進学するが、同年12月に徴兵されて香川県善通寺町にあった陸軍第11師団に入営。しかしそのまま高松で敗戦を迎える。1945年10月に改組された京都工業専門学校建築科へ復学。1948年に卒業後、香川県に入庁。土木部営繕課技師として配属
1952年にフィンランドで開催され、日本が戦後初のオリンピック参加となったヘルシンキオリンピック大会に三段跳びの日本代表選手として出場するが、この時山本はオリンピック後にギリシアやイタリアにも立ち寄り、パルテノン神殿などに触れていった。
そして、帰国直後に手がけたのが1953年竣工の屋島陸上競技場（現存せず）である。北欧モダニズムの影響が読み取れるという。
また同年から知事金子正則の指揮の下で香川の戦後復興の象徴となる丹下健三の香川県庁舎計画にも携わり始める。
山本はこの県庁舎の経験を通して、最前線の丹下の仕事に学びつつ、地元香川で培われてきた木工事や石材加工の職人技の高さや素材の豊富さや手仕事として実感できる伝統技術の厚みに目覚めていく。
1981年、香川職業訓練短期大学校（現・四国能力開発大学校）初代校長に就任。1985年、山本忠司建築綜合研究室を開く。
また、1962年には県庁舎の石工事を担当した地元岡田石材工業の岡田賢や彫刻家の流政之ら気心の知れた仲間たちと自らの創造の原点となる喫茶「城の眼」を完成させる。店内奥の石壁は、ニューヨーク世界博日本館（設計：前川國男、外壁デザインが流政之）の試作として施工されたものだという。
1966年度には坂出市における人工土地方式による再開発計画として坂出人工土地に関わり、日本都市計画学会石川賞計画設計部門を受賞した。
石工や木工の伝統技術は1964年から手掛ける香川県立武道館（1966年竣工）や香川県農業試験場農業展示館（1969年、現存せず）、栗林公園讃岐民芸館・瓦館（1970年）などに結実する
。
そして1969年から、日本建築学会四国支部の民家研究グループの民家調査に一員として携わった。調査の一部は、1970年に、彫刻家のイサム・ノグチの邸宅、通称“イサム家”となる丸亀の武家屋敷を移築する設計の仕事としても実を結ぶ。イサム・ノグチのアトリエ作りに関わり、イサム・ノグチ庭園美術館設立に尽力した。
続いて取り組んだのが1973年竣工の瀬戸内海歴史民俗資料館であり、これによって自治体所属の建築技師としては初となる日本建築学会賞作品賞を受賞する。これはイサム・ノグチと共に訪れたインドのアーメダバードでルイス・I・カーンが設計したインド経営大学にインスピレーションを得て設計された。特徴的な石積外壁は、イサム・ノグチ財団理事長の和泉正敏が担当。瀬戸内海歴史民俗資料館は後に第一回公共建築賞優秀賞も受賞。平成10年（1998年）には「公共建築百選」選出、ほかDOCOMOMO JAPAN選定 日本におけるモダン・ムーブメントの建築選出。
このほか、以下の作品・業績がある。
- 栗本邸[20]
- イズミ家（1973年）[21]
- 観音寺市立豊浜小学校・幼稚園（1975年）
- 県営住宇多津団地 U-1～25 号（1975年）U-11～26 号棟（1976年）
- 香川県立高松西高等学校（1977～82年）
- まいまい亭（改装設計、1978年）
- 空海記念碑（1982年）[22]
- 瀬戸大橋記念館（1988年）[23][24]
- さぬき市野外音楽広場テアトロン（1991年）
- 五色台こども館[11][19][25]
- 高松大学経営学部棟[26]

晩年は直島「家」プロジェクト（ベネッセアートサイト直島）も監修した。山本は2010年に始まる瀬戸内国際芸術祭に結実する思想的な広がりをこの時点で提示していたのである。